# Condado de Ben Hill
O Condado de Ben Hill é um dos 159 condados do Estado americano de Geórgia. A sede do condado é Fitzgerald, e sua maior cidade é Fitzgerald. O condado possui uma área de 658 km², uma população de 17,484 habitantes, e uma densidade populacional de 27 hab/km² (segundo o censo nacional de 2000). O condado foi fundado em 31 de julho de 1906.